# Personnages de Melrose Place : Nouvelle Génération
 (mars 2015).
Si vous disposez d'ouvrages ou d'articles de référence ou si vous connaissez des sites web de qualité traitant du thème abordé ici, merci de compléter l'article en donnant les références utiles à sa vérifiabilité et en les liant à la section « Notes et références ».
Cet article liste les personnages présents dans la série télévisée Melrose Place : Nouvelle Génération.

## David Breck
Interprété par Shaun Sipos
Il est le fils de Michael Mancini. Alors que Sydney Andrews a été fraîchement assassiné, David Breck est le suspect numéro 1 de l'inspecteur Rodriguez mais Ella vient à son secours et lui donne un faux alibi. Elle lui demande ensuite de l'inviter à une soirée chic sous peine de révéler la vérité mais lors de cette soirée, David vole une montre. David est en quelque sorte un voleur. Il est le petit-ami de Lauren Yung sans savoir que c'est une prostituée. Plus tard vers la fin de la saison, il vole une bague et Morgan McKellan, la fille du propriétaire la  lui donne en échange d'une relation sexuelle. David accepte mais elle n'arrête pas de le suivre. C'est avec cette bague que David a acheté le restaurant. Plus tard, David aura de gros ennuis car Morgan a tout dit à son père et sera obligé de travailler pour lui.

## Violet Foster
Interprétée par Ashlee Simpson-Wentz
C'est Violet Foster qui a retrouvé le corps de Sydney étendu dans la piscine. Violet se rapproche d'Auggie Kirkpatrick, son voisin et arrive même à décrocher un travail de serveuse au Coal, le restaurant où il travaille comme chef. Beaucoup d'habitants de la résidence se méfient de la mystérieuse jeune fille pensant même qu'elle aurait peut-être tué Sydney… L'inspecteur Rodriguez vient l'interroger mais Violet prend peur et s'enfuit, elle retrouve Jane, la sœur de Sydney pour lui avouer qu'elle est sa nièce. Mais Jane appelle la police et c'est Riley qui sort Violet de prison.
Violet sent la menace venir quand elle voit Riley et Auggie se rapprocher, elle continue alors à lui faire du rentre dedans… Alors qu'elle garde l'appartement d'Auggie en son absence, Violet tombe sur une lettre qu'a écrit Sydney à Auggie où elle explique son histoire avec Michael Mancini et le mal qu'il lui a fait. Violet décide de venger sa mère en séduisant Michael, elle le fait boire et couche avec lui tout en filmant la scène… Elle s'en sert contre lui pour le faire chanter.
Riley décide de mettre fin à son amitié avec Auggie car cela rend jaloux Jonahson, mais Auggie perd aussi son travail, lui et Violet couchent alors ensemble pour la première fois… Alors qu'Auggie est accusé du meurtre, Violet est la seule à le soutenir.
Mais finalement, Auggie sera innocenté, et le meurtrier s'avère être Michael Mancini. Auggie et Violet auront une  relation. Mais, Vanessa Mancini, la femme de Michael avouera à Violet qu'elle est la meurtrière, Violet la noiera dans la piscine… Elle verra Auggie embrasser Riley… Mais Auggie et Violet se mettront finalement ensemble et quitteront Los Angeles sur la moto de ce dernier.

## Jonah Miller
Interprété par Michael Rady
Pour l'anniversaire de Riley, son petit ami, Jonah Miller lui a préparé une cassette vidéo regroupant leurs meilleurs souvenirs ensemble. À la fin de la vidéo, il la demande en mariage, mais cette dernière n'a pas le temps de répondre qu'un cri retentit dans la cour de la résidence… En effet, le corps de la propriétaire, Sydney Andrews, est retrouvé dans la piscine par la mystérieuse Violet Foster qui s'avère être sa fille.
À la suite de cet incident, Ella Simms, une voisine qui fantasme sur Jonah, lui demandera d'installer des caméras de surveillance. Mais en surveillant la résidence, Jonah voit un rapprochement entre Auggie et Riley. Jonah se rendra compte que Riley n'a prévenu personne de leurs fiançailles, cela le rendra furieux. Ella demandera à Jonah de réaliser le clip de la chanteuse Kat. Triste à cause de leur dispute, Riley se confiera à Auggie, ils s'embrasseront... Jonah rentrera à l'appartement et s'excusera d'avoir piqué une colère, cette dernière lui promettra d'apprendre à tout le monde leurs fiançailles...
Jonah travaille souvent avec Ella pour une agence de publicité, Riley viendra lui déposer quelques affaires et le photographe la remarquera. Il proposera à Ella une séance photo à 10 000 $. Riley refusera avant de se rendre compte que Jonah et en manque d'argent et qu'il devra vendre sa caméra. Mais la séance photos se passera mal et Riley démissionnera et se confiera alors à Auggie. Pendant ce temps, Jonah a rendez-vous à Hollywood, car un grand réalisateur a repéré son film et souhaite l'adapter. Mais le réalisateur veut changer toute l'histoire ce qui ne plaît pas à Jonah. Kendra, la secrétaire du réalisateur, tombera sous le charme du film de Jonah, elle lui proposera de venir chez elle pour parler du film. Kendra ne sera pas au courant que Jonah est fiancé, elle lui propose alors de la rejoindre dans un bar le soir, mais ce dernier refuse. De retour à la résidence, Jonah trouvera Riley chez Auggie, ils auront ensuite une discussion mais ce embrassa Riley. Jonah partira alors rejoindre Kendra avant de l'embrasser.
Il mettra un terme à ce baiser et ira retrouver Riley et il lui avouera qu'il sait pour elle et Auggie et aussi qu'il a embrassé Kendra. Le couple sera en crise mais ils essayeront de recoller les morceaux. Riley ira alors aider Jonah pour filmer un mariage, mais ils se disputeront.
Jonah et Ella se rapprocheront, mais finalement, Jonah et Riley iront se marier à Las Vegas. Mais juste avant de partir de Los Angeles, Riley avouera à Jonah qu'elle ne veut plus se marier, il ira alors retrouver Ella avec qui il fera l'amour… Au grand dam de Riley, Jonah et Ella se mettent ensemble, mais Jonah se rendra très vite compte qu'Ella n'est absolument pas comme Riley, les repas en amoureux, les cadeaux, et même se tenir la main ce n'est pas pour elle. Jonah trouvera sa copine en train de flirter avec un homme, il le surprendra et elle lui expliquera que c'est pour le travail, elle lui fera aussi comprendre qu'ils ne sont peut-être pas faits pour être ensemble… Finalement sur les conseils de Drew, son nouveau locataire, Jonah décidera de s'accommoder de la vie d'Ella.

## Riley Richmond
Interprétée par Jessica Lucas
Riley Richmond  est une professeure d'une classe de CP dans une école avant d'être renvoyée. Elle est la fille d'une avocate et d'un rédacteur pour le Boston Globe. Elle est en couple avec Jonah Miller depuis 5 ans et celui-ci lui demande sa main quelques minutes avant la mort de Sydney Andrews. Riley hésite un peu et finit par accepter. Peu après la demande en mariage, leur relation se complique car Riley pense qu'il est très proche de Ella, et Jonah pense que Riley est très proche de Auggie. Pour leur lune de miel, ils avaient décidé de partir à Las Vegas mais Riley lui dit qu'elle n'est pas prête pour un mariage et Jonah décide de rompre. Il passe la nuit chez Ella et coucha avec elle. Riley le saura et va très mal le prendre. En dehors de ses histoires d'amour, Riley a été engagée pour être modèle. Elle était photographiée par Jo Reynolds. Sur les photos, elle était à moitié nue c'est d'ailleurs pour ça qu'elle a été renvoyée de son travail de professeur.

## Ella Simms
Interprétée par Katie Cassidy
Ella Simms est une agent publicitaire bisexuelle travaillant à l'agence WPK (appartenant à Amanda Woodward) et la colocataire de Lauren Yung. Elle a grandi avec un père d'absent et une mère alcoolique. Au début de la série, quand Sydney Andrews a été trouvé morte dans la piscine du complexe, elle a été le faux alibi de David Breck, alors qu'il n'était pas ensemble au moment du meurtre. Sydney avait été le mentore d'Ella quand elle est arrivée à Los Angeles. Jane Andrews l'a aussi fait chanter à propos des menaces par courriers qu'Ella a envoyé à Sydney avant sa mort.
Pendant les premiers épisodes de la série, Ella a le béguin pour Jonah Miller, qui venait de se fiancer avec Riley Richmond. Quand Riley et Jonah se sont finalement séparés, Ella a commencé à sortir avec lui.
Après qu'Amanda Woodward ait repris son bureau et ai renvoyé Caleb Brewer, et détourner les fonds de la société. Ella a décidé de résister et a volé la clé d'accès de Gabe Taylor aux serveurs WPK pour faire irruption dans le système informatique. Elle et David ont font irruption dans l'agence et ont découvert des fichiers sur Sydney Andrews et les dix-neuf millions de dollars qu'elle et Amanda ont volés.
Après avoir découvert que Jonah avait embrassé Riley, elle a rompu avec lui.
Ella a plus tard affrontée Amanda en envoyant une image d'Amanda avec la toile volé au F.B.I. Amanda a été arrêtée, et Ella a conservé son travail. Mais Amanda l'a menacé en lui disant qu'elle se vengera.

## Lauren Yung
Interprétée par Stephanie Jacobsen
Lauren Yung est la colocataire de Ella Simms, elle est étudiante en médecine. Son père vient juste d'être licencié de son travail et doit rapidement trouver de l'argent. Lauren n'a pas d'autre choix que de se prostitué. Plus tard, le Dr Michael Mancini le découvre et lui fait du chantage. Michael lui dit de quitter son fils, David avec qui elle est en couple. Lauren couche avec un garçon du nom de Rick Paxton qui la drogue. Peu après, elle est retrouvée par David qui l'a ramène plus tard à l'hôpital. David part alors voir Rick et le frappe jusqu'à qu'il aille à l'hôpital. Dans l'épisode 16 de la saison 1, Lauren révèle à ses voisins qu'elle se prostitue. David le prend très mal et ils rompront mais plus tard se remettrons ensemble. Elle est l'une des meilleures amies de Riley Richmond.

## Personnages secondaires

### August Kirkpatrick
Interprété par Colin Egglesfield
August "Auggie" Kirkpatrick est un chef cuisinier qui travaille au restaurant "le Coal". Il est attiré par Riley Richmond qui vient de se fiancer avec Jonah. Mais Violet Foster tombera amoureux de lui et fera tout pour qu'ils soient ensemble. Dans l'épisode 13 de la saison 1, Violet et Auggie quitteront la ville pour qu'Auggie ne pense plus à Riley. Il commencera à boire et peu de temps après se suicidera.

### Noah Mancini
Noah Mancini est le fils du Dr Mancini et de Vanessa Mancini. C'est le demi-frère de David, qui veut passer du temps avec lui mais, à la suite d'un accident, sa mère ne veut plus que David l'approche.

### Vanessa Mancini
Vanessa Mancini est mariée au Dr Mancini avec qui elle a un fils, Noah. C'est aussi la belle-mère de David avec qui elle eut des différents. On apprend dans l'épisode 12 que c'est elle qui a tué Sidney et mis les preuves du meurtre sur David pour qu'il soit coupable. Elle sera tuée par Violet qui la noie dans la piscine par légitime défense.